# Kurt Tomaschitz
Kurt Tomaschitz (* 1. September 1961 in Villach; † 17. Mai 2008 in Wien) war ein österreichischer Althistoriker und Epigraphiker.
Nach der Matura 1979 studierte er seit 1980 an der Universität Wien Alte Geschichte und Klassische Archäologie. 1986 erhielt er den Magister mit einer Arbeit über Die augusteischen Feldzüge im Donauraum. 1989 studierte er bei Peter Herrmann in Hamburg. Von 1989 bis 1993 arbeitete er an der Kleinasiatischen Kommission der Österreichischen Akademie der Wissenschaften zu Inschriften aus Westkilikien. Seit 1993 wirkte er am Institut für Alte Geschichte, Altertumskunde und Epigraphik der Universität Wien, zunächst als Universitätsassistent, dann als Assistenzprofessor. Am 4. Juli 1994 wurde er bei Gerhard Dobesch mit einer Dissertation Die Wanderungen der Kelten in der antiken literarischen Überlieferung promoviert.

## Veröffentlichungen
- Unpublizierte Inschriften Westkilikiens aus dem Nachlaß Terence B. Mitfords. Verlag der Österreichischen Akademie der Wissenschaften, Wien 1998, ISBN 3-7001-2733-2.
- mit Stefan Hagel: Repertorium der westkilikischen Inschriften. Nach den Scheden der Kleinasiatischen Kommission der Österreichischen Akademie der Wissenschaften. Verlag der Österreichischen Akademie der Wissenschaften, Wien 1998, ISBN 3-7001-2734-0.
- Die Wanderungen der Kelten in der antiken literarischen Überlieferung. Verlag der Österreichischen Akademie der Wissenschaften, Wien 2002, ISBN 3-7001-3027-9.